# Hvid fredløs
Hvid fredløs (Lysimachia clethroides) er en løvfældende staude med en opret, stiv og busket vækst. De overhængende stande af rent hvide blomster springer ud sent på sæsonen, og det betyder, at arten er populær som haveplante.

## Beskrivelse
Hvid fredløs er en løvfældende staude med en opret, stiv vækst. Skuddene er lysegrønne og glatte, og bladene sidder spredt. De er bredt elliptiske og helrandede. Begge sider er lysegrønne og glatte. Blomstringen begynder først i juli, men den varer helt ind i september. Blomsterne sidder samlet i endestillede aks, og hver blomst er snehvid. Planten danner – endnu – ikke modent frø i Danmark, men erfaringer fra USA og Canada tyder på, at den med tiden kan komme efter det og blive endda særdeles besværlig.
Rodnettet er højtliggende og meget tæt. Planten breder sig vegetativt med korte udløbere, og da den er meget tæt, holder den sig selv fri for ukrudt. Stænglerne er stive, så den skal ikke bindes sammen.
Højde x bredde og årlig tilvækst: 0,75 x 2 m (75 x 20 cm/år).

## Hjemsted
Planten vokser på fugtige marker, bjergskråninger og i skove i Nordkina, Korea og Japan. Den synes at være temmelig aggressiv, hvad der også stemmer med, at den optræder som pionerplante i sit naturlige udbredelsesområde. 
I Nikko nationalparken, hvor der er udpræget fastlandsklima, findes den i 700 m højde sammen med bl.a. hortensia, brun daglilje, havehortensia, hvid jodplante, japansk bøg, japansk løn, japansk spiræa, japansk ædelgran, kryptomeria, Lilium auratum, sieboldhemlock, skrueædelgran, smalbladet perikon og tofarvet kløverbusk.
| Portal | Portal:Botanik |